# Bernd Rützel
Bernd Rützel (nascido em 2 de outubro de 1968) é um político alemão. Nasceu em Gemünden am Main, Baviera, e representa o SPD. Bernd Rützel é membro do Bundestag do estado da Baviera desde 2013.

## Vida
Ele tornou-se membro do bundestag após as eleições federais alemãs de 2013. É membro da Comissão de Trabalho e Assuntos Sociais e da Comissão de Turismo.